# تأثير كوليشوف

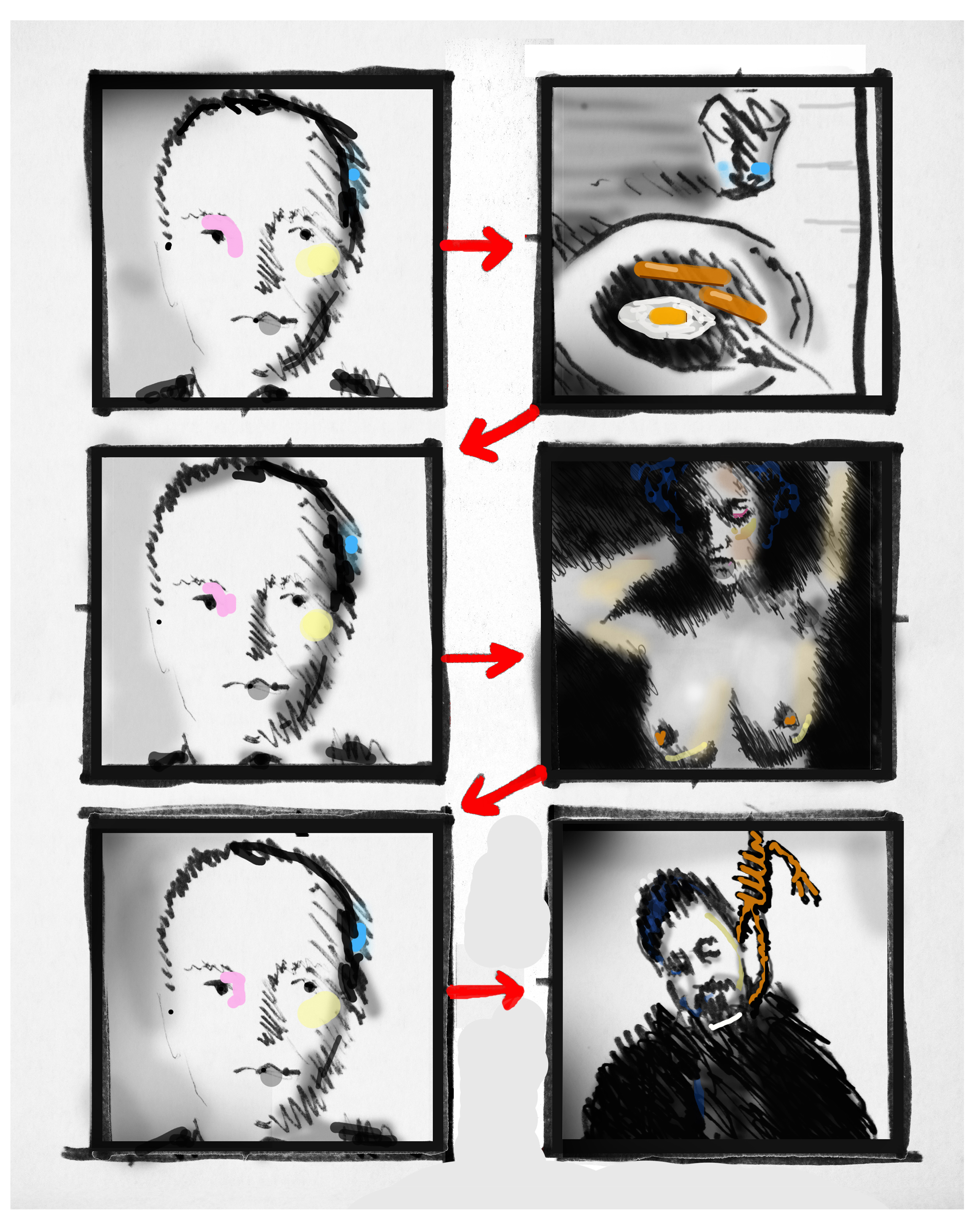
تأثير كوليشوف

تأثير كوليشوف هو تأثير تحرير الفيلم (المونتاج) الذي أظهره المخرج الروسي ليف كوليشوف في 1910s و 1920s، إنها ظاهرة عقلية يستمد من خلالها المشاهدون معنى أكبر من تفاعل لقطتين متتاليتين أكثر من لقطة واحدة في عزلة.

## التفاصيل
مثال على تسلسل كوليشوف مع تغيير اللقطة الأخيرة؛ حيث قام كوليشوف بتحرير فيلم قصير تم فيه تبديل لقطة للوجه الخالي من التعبيرات لمعبود القيصر إيفان موسجوكين مع لقطات أخرى مختلفة (وعاء من الحساء وفتاة في تابوت وامرأة في ديوان)، تم عرض الفيلم على جمهور يعتقد أن التعبير على وجه مسجوكين كان مختلفا في كل مرة ظهر فيها اعتمادا على ما إذا كان "ينظر" إلى وعاء الحساء أو الفتاة في التابوت أو المرأة في الديوان؛ مما يظهر تعبيرا عن الجوع أو الحزن أو الرغبة على التوالي، كانت لقطات مسجوكين  في الواقع نفس اللقطة في كل مرة ووصف فسيفولود بودوفكين (الذي ادعى لاحقا أنه شارك في إنشاء التجربة) في عام 1929 كيف أن الجمهور "هتف بالتمثيل ... تأثر التأمل الثقيل لمزاجه على الحساء المنسي وتأثر بالحزن العميق الذي نظر به إلى الطفل الميت ولاحظ الشهوة التي نظر بها إلى المرأة، لكننا كنا نعلم أنه في جميع الحالات الثلاث كان الوجه هو نفسه تماما.
استخدم كوليشوف التجربة للإشارة إلى فائدة وفعالية تحرير الأفلام، المعنى الضمني هو أن المشاهدين جلبوا ردود أفعالهم العاطفية الخاصة على هذا التسلسل من الصور ثم نسبوا ردود الفعل هذه إلى الممثل واستثمروا وجهه السلبي بمشاعرهم الخاصة. يعتقد كوليشوف أن هذا إلى جانب المونتاج يجب أن يكون أساس السينما كشكل فني مستقل.
كما تمت دراسة التأثير من قبل علماء النفس وهو معروف بين صانعي الأفلام الحديثين، يشير ألفريد هيتشكوك إلى التأثير في محادثاته مع فرانسوا تروفو باستخدام الممثل جيمس ستيوارت كمثال.
في مقابلة "تعريف السعادة" الشهيرة التي كانت جزءا من برنامج CBC Telescope شرح هيتشكوك أيضا بالتفصيل العديد من أنواع التحرير لفليتشر ماركل، يتم شرح الشكل النهائي الذي يسميه "التحرير الخالص" بصريا باستخدام تأثير كوليشوف، في النسخة الأولى من المثال وهيتشكوك يحدق ويرى الجمهور لقطات لامرأة مع طفل، ثم تعود الشاشة إلى وجه هيتشكوك وهو يبتسم الآن، في الواقع إنه رجل عجوز لطيف، في المثال الثاني يتم استبدال المرأة والطفل بامرأة ترتدي البيكيني ويشرح هيتشكوك: "ما هو الآن؟ إنه رجل عجوز قذر".
تم إنشاء التجربة نفسها من خلال تجميع أجزاء من فيلم موجود مسبقا من صناعة السينما القيصرية بدون مواد جديدة، كان موسجوكين "النجم" الرومانسي الرائد للسينما القيصرية ومألوفا للجمهور.
أظهر كوليشوف ضرورة اعتبار المونتاج الأداة الأساسية للسينما من وجهة نظر كوليشوف، تتكون السينما من شظايا وتجميع تلك الأجزاء وتجميع العناصر التي هي في الواقع متميزة؛ لذلك ليس محتوى الصور في الفيلم هو المهم ولكن مزيجها، لا يلزم أن تكون المواد الخام لمثل هذا العمل الفني أصلية ولكنها عناصر مسبقة الصنع يمكن للفنان تفكيكها وإعادة تجميعها في تجاور جديد.
شكلت تجارب المونتاج التي قام بها كوليشوف في أواخر 1910 وأوائل 1920 الأساس النظري لسينما المونتاج السوفيتية وبلغت ذروتها في الأفلام الشهيرة في أواخر 1920s من قبل مخرجين مثل سيرجي أيزنشتاين وفسيفولود بودوفكين ودزيغا فيرتوف، شملت هذه الأفلام البارجة بوتيمكين وأكتوبر والأم ونهاية سانت بطرسبرغ والرجل مع كاميرا فيلم.

## البحث
تمت دراسة تأثير كوليشوف فقط من قبل علماء النفس في السنوات الأخيرة ،أعاد بحث أجري عام 1992 إنشاء تصميم الدراسة الأصلي لكنهما لم يعثرا على التأثير المزعوم، شملت الدراسة 137 مشاركا ولكنها كانت تجربة واحدة بين الموضوعات وهي عرضة للضوضاء في البيانات.
عندما ظهر وجه محايد خلف مشهد حزين بدا حزينًا، عندما تم عرضه خلف مشهد سعيد فقد بدا سعيدا. في الآونة الأخيرة اختبر عدد من الباحثين 36 مشاركا باستخدام 24 تسلسلا سينمائيا عبر خمس حالات عاطفية (السعادة والحزن والجوع والخوف والرغبة) وحالة تحكم محايدة، مرة أخرى تمكنوا من إظهار أن الوجوه المحايدة تم تصنيفها وفقا لمواد المحفزات.
على الرغم من المشاكل الأولية في اختبار تأثير كوليشوف تجريبيا يتفق الباحثون الآن على أن السياق الذي يظهر فيه الوجه له تأثير كبير على كيفية إدراك الوجه.
لمعرفة ما إذا كان يمكن أيضا تحفيز تأثير كوليشوف سمعيا فقد قام بارانوفسكي وهيشت بقطع مقاطع مختلفة من الوجوه مع مشاهد محايدة التي تتميز إما بموسيقى سعيدة أو موسيقى حزينة أو لا موسيقى على الإطلاق، وجدوا أن الموسيقى أثرت بشكل كبير على الأحكام العاطفية للمشاركين على تعبيرات الوجه.

## روابط خارجية
تأثير كوليشوف. أهمية تحرير الأفلام على موقع يوتيوب https://youtu.be/PDsTHvvS4bA